# EPrix de Long Beach
Le ePrix de Long Beach est une épreuve comptant pour le championnat du monde de Formule E. Elle a eu lieu pour la première fois le 4 avril 2015 sur le circuit urbain de Long Beach et pour la dernière fois le 2 avril 2016.

## Historique
Le premier ePrix de Long Beach est disputé le 4 avril 2015 et voit la victoire de Nelsinho Piquet, qui s'impose sur le circuit trente ans après son père en Formule 1. L'édition 2016 est remportée par un autre brésilien, Lucas di Grassi.
La course disparait du calendrier en 2017.

## Le circuit
Le ePrix de Long Beach est disputé sur une version raccourcie du circuit urbain de Long Beach, longue de 2,131 kilomètres. Le circuit est amputé d'environ 1 kilomètre par rapport à sa version originale utilisée en IndyCar.

## Palmarès
| Année | Vainqueur       | Écurie                    | Circuit                      | Résultats | Date         |
| ----- | --------------- | ------------------------- | ---------------------------- | --------- | ------------ |
| 2015  | Nelsinho Piquet | NEXTEV TCR                | Circuit urbain de Long Beach | Résumé    | 4 avril 2015 |
| 2016  | Lucas di Grassi | ABT Schaeffler Audi Sport | Circuit urbain de Long Beach | Résumé    | 2 avril 2016 |